# Virola loretensis
Virola loretensis är en tvåhjärtbladig växtart som beskrevs av A. C. Smith. Virola loretensis ingår i släktet Virola och familjen Myristicaceae. Inga underarter finns listade i Catalogue of Life.